# Lijst van vlaggen van Andorrese parochies
Dit artikel bevat een lijst van vlaggen van Andorrese parochies. Andorra is in zeven parochies ingedeeld.

Andorra la Vella
Canillo
Encamp
Escaldes-Engordany
La Massana
Ordino
Sant Julià de Lòria